# Mike Pyle (lutador)
Michael Wayne Pyle (Dresden, 18 de setembro de 1975) é um lutador americano de artes marciais mistas, atualmente compete no Peso Meio Médio do Ultimate Fighting Championship. Ex-Campeão Meio Médio do WEC, Pyle tem vitórias notáveis sobre Jon Fitch, John Hathaway, Ricardo Almeida e Josh Neer.

## Carreira no MMA

### World Extreme Cagefighting
Em 14 de Outubro de 2005, Mike Pyle tornou-se o Campeão Meio Médio do WEC ao derrotar Bret Bergmark. Ele fez uma defesa de cinturão contra o veterano no MMA Shonie Carter em 13 de Janeiro de 2006. Ele derrotou Carter por finalização no primeiro round.
Pyle deixou o WEC para lutar no IFL e foi destituído do título em Dezembro de 2006.

### IFL e Affliction
Mike lutou três vezes no IFL. Ele também lutou nas promoções do Elite XC, Strikeforce e foi destaque no card preliminar do primeiro evento co-promovido pela marca de roupas Affliction e Adrenaline MMA: Affliction: Banned.

### Ultimate Fighting Championship
Mike entrou para o UFC para substituir Chris Wilson, contra Brock Larson no UFC 98. Mike pegou a luta com uma semana antes do evento. Pyle perdeu no primeiro round por finalização.
Em seguida, ele enfrentou e derrotou Wilson no UFC Fight Night: Diaz vs. Guillard por finalização no terceiro round.
Pyle foi derrotado por Jake Ellenberger por nocaute técnico no segundo round em 2 de Janeiro de 2010 no UFC 108.
Pyle derrotou Jesse Lennox no UFC 115 em 12 de Junho de 2010. Pyle controlou a luta e venceu por finalização técnica, porque seu adversário não quis bater no triângulo no terceiro round.
Pyle deu à John Hathaway sua primeira derrota profissional no MMA por decisão unânime em 16 de Outubro de 2010 no UFC 120, substituindo o lesionado Dong Hyun Kim.
Pyle enfrentou Ricardo Almeida em 19 de Março de 2011 no UFC 128. Pyle venceu a luta por decisão unânime.
Pyle em seguida emfrentou Rory MacDonald em 6 de Agosto de 2011 no UFC 133. Ele perdeu por nocaute técnico no primeiro round.
Pyle era esperado para enfrentar Paulo Thiago em 14 de Janueiro de 2012 no UFC 142. Porém, Thiago foi forçado a se retirar da luta com uma lesão e foi substituído por Ricardo Funch. Pyle venceu por nocaute técnico no primeiro round.
Pyle enfrentou Josh Neer em 8 de Junho de 2012 no UFC on FX: Johnson vs. McCall. Pyle derrotou Neer por nocaute no primeiro round, ganhando o prêmio de Nocaute da Noite.
Pyle então enfrentou James Head em 15 de Dezembro de 2012 no The Ultimate Fighter: Team Carwin vs. Team Nelson Finale. Ele venceu a luta por nocaute técnico no primeiro round.
Pyle era esperado para enfrentar Gunnar Nelson em 25 de Maio de 2013 no UFC 160, porém Nelson se lesionou e foi substituído por Rick Story. Pyle venceu por decisão dividida.
Pyle substituiu Thiago Alves em 17 de Agosto de 2013 no UFC Fight Night: Shogun vs. Sonnen contra Matt Brown. Pyle perdeu por nocaute em apenas 30 segundos de luta.
Pyle enfrentou T.J. Waldburger em 22 de Fevereiro de 2014 no UFC 170. Ele venceu por nocaute técnico no terceiro round.
Ele enfrentaria o faixa preta de JJB Demian Maia em 23 de Agosto de 2014 no UFC Fight Night: Henderson vs. dos Anjos. No entanto, Maia se lesionou e foi substituído por Jordan Mein. Ele foi derrotado por nocaute técnico no primeiro round.
Pyle era esperado para enfrentar Sean Spencer em 23 de Maio de 2015 no UFC 187. No entanto, uma lesão tirou Spencer do evento e o UFC colocou Colby Covington para enfrentar Pyle. Ele foi derrotado por decisão unânime.
Pyle enfrentou o compatriota Sean Spencer em 06 de Fevereiro de 2016 no UFC Fight Night: Hendricks vs. Thompson, ele venceu o combate por nocaute técnico.
Pyle enfrentou o brasileiro Alberto Mina em 07 de Julho de 2016 no UFC Fight Night: dos Anjos vs. Alvarez, ele perdeu o combate por nocaute joelhada voadora e socos no segundo round.

## Cartel no MMA
| Cartel no MMA   |             |             |
| 40 lutas        | 27 vitórias | 12 derrotas |
| Por nocaute     | 7           | 6           |
| Por finalização | 16          | 4           |
| Por decisão     | 4           | 2           |
| Empates         | 1           | 1           |

| Res.    | Cartel  | Oponente           | Método                             | Evento                                         | Data       | Round | Tempo | Local                                | Notas                                       |
| ------- | ------- | ------------------ | ---------------------------------- | ---------------------------------------------- | ---------- | ----- | ----- | ------------------------------------ | ------------------------------------------- |
| Derrota | 27-14-1 | Zak Ottow          | Nocaute Técnico (socos)            | UFC 222: Cyborg vs. Kunitskaya                 | 03/03/2018 | 1     | 2:34  | Las Vegas, Nevada                    |                                             |
| Derrota | 27-13-1 | Alex Garcia        | Nocaute (soco)                     | UFC 207: Nunes vs. Rousey                      | 30/12/2016 | 1     | 3:34  | Las Vegas, Nevada                    |                                             |
| Derrota | 27-12-1 | Alberto Mina       | Nocaute (joelhada voadora e socos) | UFC Fight Night: dos Anjos vs. Alvarez         | 07/07/2016 | 2     | 1:17  | Las Vegas, Nevada                    |                                             |
| Vitória | 27-11-1 | Sean Spencer       | Nocaute Técnico (socos)            | UFC Fight Night: Hendricks vs. Thompson        | 06/02/2016 | 3     | 4:25  | Las Vegas, Nevada                    | Luta da Noite.                              |
| Derrota | 26-11-1 | Colby Covington    | Decisão (unânime)                  | UFC 187: Johnson vs. Cormier                   | 23/05/2015 | 3     | 5:00  | Las Vegas, Nevada                    |                                             |
| Derrota | 26-10-1 | Jordan Mein        | Nocaute Técnico (socos)            | UFC Fight Night: Henderson vs. dos Anjos       | 23/08/2014 | 1     | 1:12  | Tulsa, Oklahoma                      |                                             |
| Vitória | 26-9-1  | T.J. Waldburger    | Nocaute Técnico (socos)            | UFC 170: Rousey vs. McMann                     | 22/02/2014 | 3     | 4:03  | Las Vegas, Nevada                    |                                             |
| Derrota | 25-9-1  | Matt Brown         | Nocaute (joelhada e socos)         | UFC Fight Night: Shogun vs. Sonnen             | 17/08/2013 | 1     | 0:29  | Boston, Massachusetts                |                                             |
| Vitória | 25-8-1  | Rick Story         | Decisão (dividida)                 | UFC 160: Velasquez vs. Silva II                | 25/05/2013 | 3     | 5:00  | Las Vegas, Nevada                    |                                             |
| Vitória | 24-8-1  | James Head         | Nocaute Técnico (joelhada & socos) | TUF 16 Finale                                  | 15/12/2012 | 1     | 1:55  | Las Vegas, Nevada                    |                                             |
| Vitória | 23-8-1  | Josh Neer          | Nocaute (socos)                    | UFC on FX: Johnson vs. McCall                  | 08/06/2012 | 1     | 4:56  | Sunrise, Florida                     | Nocaute da Noite.                           |
| Vitória | 22-8-1  | Ricardo Funch      | Nocaute Técnico (joelhada & socos) | UFC 142: Aldo vs. Mendes                       | 14/01/2012 | 1     | 1:22  | Rio de Janeiro                       |                                             |
| Derrota | 21-8-1  | Rory MacDonald     | Nocaute Técnico (socos)            | UFC 133: Evans vs. Oritz                       | 06/08/2011 | 1     | 3:54  | Philadelphia, Pennsylvania           |                                             |
| Vitória | 21-7-1  | Ricardo Almeida    | Decisão (unânime)                  | UFC 128: Shogun vs. Jones                      | 19/03/2011 | 3     | 5:00  | Newark, New Jersey                   |                                             |
| Vitória | 20-7-1  | John Hathaway      | Decisão (unânime)                  | UFC 120: Bisping vs. Akiyama                   | 16/10/2010 | 3     | 5:00  | London                               |                                             |
| Vitória | 19-7-1  | Jesse Lennox       | Finalização (triângulo)            | UFC 115: Lidell vs. Franklin                   | 12/06/2010 | 3     | 4:44  | Vancouver, British Columbia          |                                             |
| Derrota | 18-7-1  | Jake Ellenberger   | Nocaute Técnico (socos)            | UFC 108: Evans vs. Silva                       | 02/01/2010 | 2     | 0:22  | Las Vegas, Nevada                    |                                             |
| Vitória | 18-6-1  | Chris Wilson       | Finalização (guilhotina)           | UFC Fight Night: Diaz vs. Guillard             | 16/09/2009 | 3     | 2:15  | Oklahoma City, Oklahoma              |                                             |
| Derrota | 17-6-1  | Brock Larson       | Finalização (katagatame)           | UFC 98: Evans vs. Machida                      | 23/05/2009 | 1     | 3:06  | Las Vegas, Nevada                    | Estréia no UFC.                             |
| Vitória | 17-5-1  | Brian Gassaway     | Finalização (armlock)              | SuperFights MMA - Night of Combat 2            | 11/10/2008 | 1     | 4:21  | Las Vegas, Nevada                    |                                             |
| Vitória | 16-5-1  | JJ Ambrose         | Finalização (mata leão)            | Affliction: Banned                             | 19/07/2008 | 1     | 2:51  | Anaheim, California                  |                                             |
| Vitória | 15-5-1  | Dan Hornbuckle     | Finalização (triângulo)            | World Victory Road Presents: Sengoku 2         | 18/05/2008 | 1     | 4:52  | Tokyo                                |                                             |
| Vitória | 14-5-1  | Damir Mirenic      | Finalização (kimura)               | HCF - Destiny                                  | 01/02/2008 | 2     | 1:24  | Calgary, Alberta                     |                                             |
| Derrota | 13-5-1  | Jake Shields       | Finalização (mata leão)            | EliteXC: Renegade                              | 10/11/2007 | 1     | 3:39  | Corpus Christi, Texas                |                                             |
| Vitória | 13-4-1  | Aaron Wetherspoon  | Decisão (unânime)                  | Strikeforce: Shamrock vs. Baroni               | 22/06/2007 | 3     | 5:00  | San Jose, California                 |                                             |
| Vitória | 12-4-1  | Ross Ebañez        | Finalização (mata leão)            | EliteXC Destiny                                | 10/02/2007 | 1     | 1:55  | Southaven, Mississippi               |                                             |
| Derrota | 11-4-1  | Matt Horwich       | Finalização (mata leão)            | International Fight League                     | 02/11/2006 | 2     | 1:02  | Portland, Oregon                     |                                             |
| Vitória | 11-3-1  | John Cole          | Finalização (guilhotina)           | IFL: Portland                                  | 09/09/2009 | 1     | 0:17  | Portland, Oregon                     |                                             |
| Derrota | 10-3-1  | Rory Markham       | Nocaute (soco)                     | IFL: Legends Championship 2006                 | 29/04/2006 | 1     | 0:44  | Atlantic City, New Jersey            |                                             |
| Vitória | 10-2-1  | Gustavo Machado    | Nocaute Técnico (socos)            | GFC: Team Gracie vs. Team Hammer House         | 03/03/2006 | 1     | 1:20  | Columbus, Ohio                       |                                             |
| Vitória | 9-2-1   | Shonie Carter      | Finalização (triângulo)            | WEC 18: Unfinished Business                    | 13/01/2006 | 1     | 2:06  | Lemoore, California                  | Defendeu o Cinturão Peso Meio Médio do WEC. |
| Vitória | 8-2-1   | Bret Bergmark      | Finalização (triângulo)            | WEC 17: Halloween Fury 4                       | 14/10/2005 | 1     | 3:36  | Lemoore, California                  | Ganhou o Cinturão Meio Médio Vago do WEC.   |
| Vitória | 7-2-1   | Tony Sanza         | Finalização (mata leão)            | SportFight 12                                  | 16/09/2005 | 1     | 1:06  | Portland, Oregon                     |                                             |
| Vitória | 6-2-1   | Damian Hatch       | Finalização (mata leão)            | SportFight 10                                  | 28/05/2005 | 1     | 2:07  | Gresham, Oregon                      |                                             |
| Vitória | 5-2-1   | Patrick Suhl       | Nocaute Técnico (socos)            | Viking Fight 5                                 | 02/05/2004 | 1     | 1:31  | Copenhagen                           |                                             |
| Vitória | 4-2-1   | Petras Markevičius | Finalização (triângulo)            | Viking Fight 5                                 | 02/05/2004 | 2     | 0:55  | Copenhagen                           |                                             |
| Vitória | 3-2-1   | Arschak Dahabagian | Finalização (triângulo)            | Viking Fight 4                                 | 01/02/2004 | 2     | 3:39  | Copenhagen                           |                                             |
| Derrota | 2-2-1   | Valdas Pocevičius  | Finalização (guilhotina)           | Shooto                                         | 14/11/2003 | 1     | 3:37  | Vilnius                              |                                             |
| Empate  | 2-1-1   | Andrei Semenov     | Empate                             | M-1 Mix Fight Championship: Russia vs. Mundo 5 | 06/04/2003 | 1     | 10:00 | St. Petersburg, Oblast de Leningrado | Regras especiais; sem inter. seria empate.  |
| Vitória | 2-1     | Daan Kooiman       | Finalização (mata leão)            | Viking Fight 3                                 | 15/02/2003 | 1     | 0:49  | Aarhus                               |                                             |
| Vitória | 1-1     | Jon Fitch          | Finalização (mata leão)            | Revolution Fighting Championship 1             | 13/07/2002 | 1     | 2:35  | Las Vegas, Nevada                    |                                             |
| Derrota | 0-1     | Quinton Jackson    | Decisão (unânime)                  | International Sport Combat Federation: Memphis | 13/11/1999 | 3     | 5:00  | Memphis, Tennessee                   |                                             |